# Hemaris ottonis
Hemaris ottonis  (лат.) — вид бабочек рода шмелевидки из семейства Бражники. Россия (Дальний Восток), Китай, Корея.

## Описание
Размах крыльев около 4 см. Внешне напоминают шмелей (брюшко сверху пушистое, усики веретеновидные). Пьют нектар не садясь на цветки, а зависают возле них в воздухе.
В корейских популяциях имаго летают с мая по июль. Гусеницы питаются на растениях рода жимолость (Lonicera): на Lonicera japonica в Корее
.